# Cuero sintético
El cuero sintético, cuero artificial, cuerina, tactopiel o polipiel es un material destinado a sustituir el cuero en campos tales como tapicería, ropa, calzado y telas y otros usos donde se desea un acabado similar al cuero. El cuero artificial se comercializa bajo muchos nombres, incluyendo "piel sintética", "imitación de cuero", "cuero vegano", "cuero de PU", "semi cuero"  y "pliegue".
La tela vinílica es un material con recubrimiento de vinilo o policloruro de vinilo (PVC)

## Fabricación

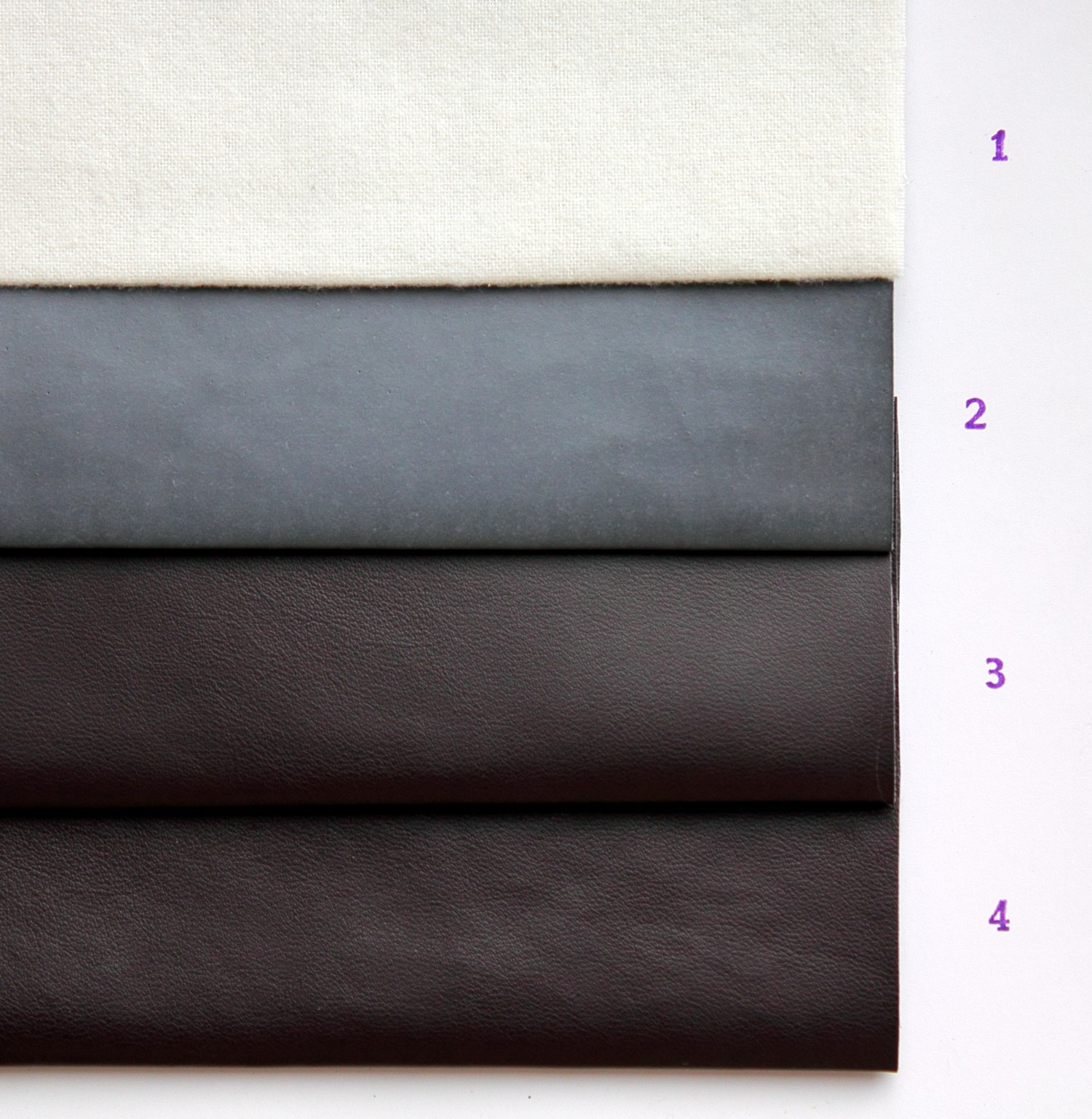
Pasos para fabricar cuero sintético de poliuretano:
1) El tejido base.
2) Se aplica una capa de poliuretano.
3) Se añade una capa de color.
4) Se concluye agregando la textura.

Se han desarrollado muchos métodos diferentes para la fabricación de pieles de imitación.
Uno de los primeros fue Presstoff. Inventado en la Alemania del siglo XIX, está hecho de pulpa de papel especialmente estratificada y tratada. Ganó su uso más amplio en Alemania durante la Segunda Guerra Mundial para sustituir al cuero, que en dicha situación de guerra fue racionado. Presstoff se puede utilizar en casi todas las aplicaciones que normalmente se llenan con cuero, con excepción de artículos como el calzado, que fue sometido repetidamente a desgaste por flexión o humedad. En estas condiciones, Presstoff tiende a deslaminarse y perder cohesión.
Los poroméricos están hechos de un revestimiento de plástico (generalmente un poliuretano) sobre una capa base fibrosa (típicamente un poliéster). El término poromérico fue acuñado por DuPont como un derivado de los términos poroso y polimérico. El primer material poromérico fue Corfam de DuPont, presentado en 1963 en el Chicago Shoe Show. Corfam fue la pieza central del pabellón DuPont en la Feria Mundial de Nueva York de 1964 en la ciudad de Nueva York. Después de gastar millones de dólares vendiendo el producto a los fabricantes de calzado, DuPont retiró Corfam del mercado en 1971 y vendió los derechos a una compañía en Polonia.
El grupo alemán Konrad Hornschuch AG registró su polipiel bajo el nombre de Skai.
La piel sintética también se hace cubriendo una base de tela con un plástico. La tela puede estar hecha de fibra natural o sintética que luego se cubre con una capa de PVC blando. La piel sintética se usa en encuadernación y era común en las fundas de las cámaras del siglo XX.
El cuero de corcho es una alternativa de fibra natural hecha de la corteza de los alcornoques que se ha comprimido, similar a Presstoff.

## Ropa, telas y zapatos
Los cueros artificiales a menudo se usan en ropas y telas.
Una desventaja del cuero artificial recubierto de plástico es que no es poroso y no permite que pase el aire; por lo tanto, el sudor puede acumularse si se usa para ropa, cubiertas de asientos de automóviles, zapatos (que puede dar lugar a problemas podológicos), etc.
Una de sus principales ventajas, especialmente en automóviles, es que requiere poco mantenimiento en comparación con el cuero y que no se agrieta, ni se desvanece fácilmente. Si se utilizará para la industria de la confección, los fabricantes de etiquetas utilizan principalmente el cuero artificial.

## Marcas

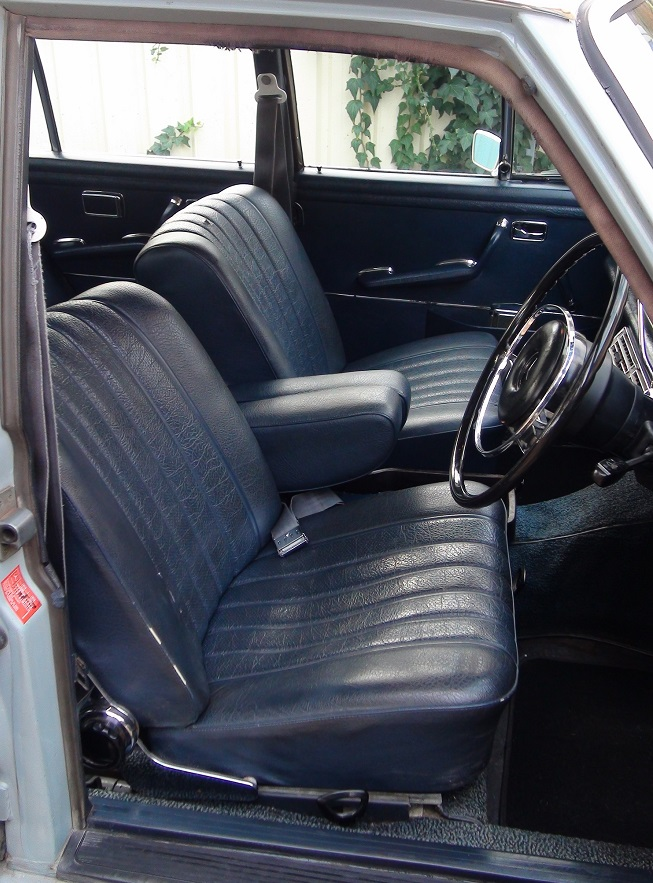
1968 Mercedes Benz 280SE (W108) Asientos y puertas en Blue MB-Tex.

- Clarino: fabricado por Kuraray Co., Ltd. de Japón.
- Fabrikoid: una marca de DuPont, tela de algodón recubierta con nitrocelulosa.
- Kirza: forma rusa desarrollada en la década de 1930 que consiste en tela de algodón, látex y resina.
- Lorica: fabricado por Lorica Sud, una curtiduría italiana.[6]
- MB-Tex: utilizado en muchos ajustes de base de Mercedes-Benz.[7]
- Naugahyde: una marca estadounidense presentada por Uniroyal.
- Piñatex: hecho de hojas de piña.
- Rexine: una marca británica.
- Astico: una marca italiana.

## Mediapiel y ecopiel
La mediapiel contiene una parte de cuero natural y otra de piel sintética, mientras que la ecopiel es una mezcla de cuero y sintética, más barata que la piel, pero menos asequible que la  polipiel.